# Zapped!
Zapped! (Los estudiantes se divierten (en Hispanoamérica), Movida en la universidad (en España)) es una película estadounidense de 1982 de comedia estudiantil y recaudó más de $15 millones de dólares en su fase inicial. La película fue rodada en la ciudad de Los Ángeles, California.

## Trama
Barney Springboro (Scott Baio) es un estudiante nerd de una universidad y está enamorado de la animadora Jane Mitcell (Heather Thomas). Ocupado en un proyecto de administrar una solución de marihuana a unas ratas de laboratorios, un condiscípulo vierte cerveza en el compuesto y hace que las ratas tengan poder de telekinesia, lo que hace que éstas derramen la fórmula y que Barney adquiera de forma accidental los mismos poderes.
Esto hace que Barney cometa toda serie de travesuras en todos lados: arrojarle mapas a la maestra en plena clase, hacer volar un muñeco de ventriloquía en casa, tratar de devestir de su abrigo a Jane delante de todos, hacer volar objetos en el laboratorio, hacer trampas en los deportes, hacer que sus enemigos se golpeen a sí mismos, entre otras cosas.
Esto es observado por Bernadette (Felice Schachter) quien sospecha lo que ocurre y sorprende en acción a Barney y ella le explica lo que ocurre: descubren que tiene poder sobre todos los materiales al extraer el aire de una lata vacía y desaguar un pequeño acuario.
La trama culmina con el baile en el curso donde hace que un fuerte viento despoje de sus ropas a todos los asistentes. El recibe accidentalmente un golpe en la cabeza lo que le hace perder accidentalmente sus poderes por un momento sin embargo los recupera luego y sale volando con Bernadette por los cielos envuelto en una brillante luz.

## Reparto
- Scott Baio - Barney Springboro
- Willie Aames - Peyton Nichols
- Robert Mandan - Walter J. Coolidge
- Felice Schachter - Bernadette
- Scatman Crothers - Dexter Jones
- Roger Bowen - Mr. Springboro
- Mews Small - Mrs. Springboro (as Marya Small)
- Greg Bradford - Robert Wolcott
- Hilary Beane - Corinne Updike
- Sue Ane Langdon - 	Rose Burnhart
- Heather Thomas - Jane Mitchell
- Hardy Keith - Roscoe Brown
- Curt Ayers - Art
- Merritt Butrick - Gary Cooter
- Jennifer Chaplin - Melissa Granger

## Curiosidades
- En la primera escena donde Heather Thomas se desabotona su abrigo, ella fue tirada al suelo.
- Michael Backus recibió $5,000 dólares por el póster de la película. Su firma aparece como 'MJB' en la camiseta rosa de Baio's pink polo shirt, y "Bakus" en el retrato de George Washington y en una regla que vuela por el aire.
- La ilustración del póster donde los chicos levantan la falda de la colegia fue modificado por cuestiones de censura.